# Neotomodon alstoni
Genre
Espèce
Statut de conservation UICN

 LC  : Préoccupation mineure
Neotomodon alstoni est une espèce de mammifères de l'ordre des rongeurs et de la famille des Cricétidés. Il s'agit de la seule espèce du genre Neotomodon.

## Répartition est habitat
Cette espèce est endémique du Mexique. On la trouve entre 2 500 et 4 300 m d'altitude. Elle vit uniquement dans les herbes Sporobolus et dans les forêts ouvertes de pins.